# Абрагдар
Абрагдар (перс. ابره در) — село в Ірані, у дегестані Харразан, у Центральному бахші, шагрестані Тафреш остану Марказі. За даними перепису 2006 року, його населення становило 215 осіб, що проживали у складі 101 сім'ї.

## Клімат
Середня річна температура становить 13,03 °C, середня максимальна – 31,68 °C, а середня мінімальна – -8,02 °C. Середня річна кількість опадів – 232 мм.
| Клімат поселення                              | Клімат поселення | Клімат поселення | Клімат поселення | Клімат поселення | Клімат поселення | Клімат поселення | Клімат поселення | Клімат поселення | Клімат поселення | Клімат поселення | Клімат поселення | Клімат поселення | Клімат поселення |
| Показник                                      | Січ.             | Лют.             | Бер.             | Квіт.            | Трав.            | Черв.            | Лип.             | Серп.            | Вер.             | Жовт.            | Лист.            | Груд.            |                  |
| Середній максимум, °C                         | 7,00             | 8,53             | 13,43            | 19,94            | 24,62            | 30,24            | 31,68            | 30,79            | 26,46            | 20,38            | 13,67            | 7,72             |                  |
| Середня температура, °C                       | −0,5             | 1,01             | 5,92             | 12,45            | 17,12            | 22,72            | 26,16            | 25,28            | 20,95            | 14,86            | 8,15             | 2,22             |                  |
| Середній мінімум, °C                          | −8,02            | −6,49            | −1,6             | 4,94             | 9,60             | 15,22            | 20,66            | 19,78            | 15,45            | 9,36             | 2,64             | −3,28            |                  |
| Норма опадів, мм                              | 33               | 33               | 43               | 31               | 25               | 3                | 1                | 1                | 0                | 10               | 20               | 32               |                  |
| Середньомісячна швидкість вітру, м/с          | 1.55             | 2.00             | 2.61             | 2.93             | 2.80             | 2.54             | 2.62             | 2.47             | 2.28             | 2.18             | 1.83             | 1.30             |                  |
| Середньомісячна сонячна радіація, кДж/м²·день | 9138             | 12206            | 14795            | 18278            | 22164            | 26560            | 25962            | 23867            | 20540            | 15154            | 10996            | 8945             |                  |
| --------------------------------------------- | ---------------- | ---------------- | ---------------- | ---------------- | ---------------- | ---------------- | ---------------- | ---------------- | ---------------- | ---------------- | ---------------- | ---------------- | ---------------- |
| Джерело:                                      |                  |                  |                  |                  |                  |                  |                  |                  |                  |                  |                  |                  |                  |